# Martin Fink (Fussballspieler)
Martin Fink (* 21. Februar 1970, Emmen LU) ist ein ehemaliger Schweizer Fussballspieler.

## Karriere
Er wurde in seiner Zeit bei Lausanne-Sports bekannt. Fink erzielte 14 Tore in der Saison 1992/1993, spielte jedoch nicht in der Nationalmannschaft. Im Sommer 1993 wechselte er zum amtierenden Schweizer Cupsieger FC Lugano. Ein Jahr später wurde er vom Nationalliga A Konkurrenten FC Aarau verpflichtet, mit dem er auch im UEFA-Cup spielte. Zum Abschluss seiner Karriere spielt er noch in seiner Heimat 3 Jahre für den FC Luzern. Im Sommer 1998 beendete Fink seine Fussballkarriere.

## Vereine
- FC Wettingen (1989–1992)
- Lausanne-Sports (1992–1993, 14 Tore)
- FC Lugano (1993–1994)
- FC Aarau (1994–1995)
- FC Luzern (1995–1998)